# Palpimanus gibbulus
Palpimanus gibbulus Dufour, 1820 è un ragno appartenente alla famiglia Palpimanidae.

## Distribuzione
La specie è stata reperita nella regione mediterranea e in Asia centrale.

## Tassonomia
È la specie tipo del genere Palpimanus Dufour, 1820.
Non sono stati esaminati esemplari di questa specie dal 1984.
Attualmente, al dicembre 2013, non sono note sottospecie.